# Schee (Sprockhövel)
Schee ist ein Ortsbereich in den Stadtteilen Gennebreck und Obersprockhövel der Stadt Sprockhövel im Ennepe-Ruhr-Kreis, Nordrhein-Westfalen.

## Lage und Beschreibung
Schee bildet keine geschlossene Siedlung, sondern ist eine Streusiedlung, die aus mehreren verteilten Wohnplätzen besteht. Diese sind im Einzelnen Quellenburg, Rottenberg, Schacht Hövel, Alter Schneppendahl, Neuer Schneppendahl, Frielinghausen, Söhnchenschacht, Neu-Amerika, Im Ringelsiepen, Am Bischof, Im Brucherbach, Scherenberg, Flüsloh, Auf Leckebüschen, Am Schmalenberg, Am Steinnocken, Im Büschken, Am Röhrdiek, Am Nockenberg, Im Bräukelchen, Sankt Moritz, Bahnhof Schee und Alter Schee.
Der Ortsbereich liegt im südwestlichen Teil des Sprockhöveler Stadtgebiets und wird von der Landesstraße 70 und der Kreisstraße 33 durchquert, die ihrerseits bis Ende des 20. Jahrhunderts als Bundesstraße 51 qualifiziert war. Durch den Ortsbereich verläuft die zu einem Fahrradweg umgebaute Trasse der 1979 stillgelegten Bahnstrecke Wuppertal-Wichlinghausen–Hattingen mit dem Scheetunnel. Die ebenfalls zu einem Fahrradweg umgebaute Trasse der Bahnstrecke Schee–Silschede zweigt im Ortsteil ab.
Zu der Infrastruktur zählen eine städtische Kindertagesstätte und ein Familienzentrum. Das Gebäude diente vorher als Schule. Sie wurde 1885 gegründet um die Kinder der wachsenden Arbeiterschaft der Schächte Hövel und Neu Herzkamp unterrichten zu können.